# Campanula thyrsoides
Espèce
Classification phylogénétique
La Campanule en thyrse (Campanula thyrsoides) est une plante herbacée des Alpes, du Jura et des Balkans.

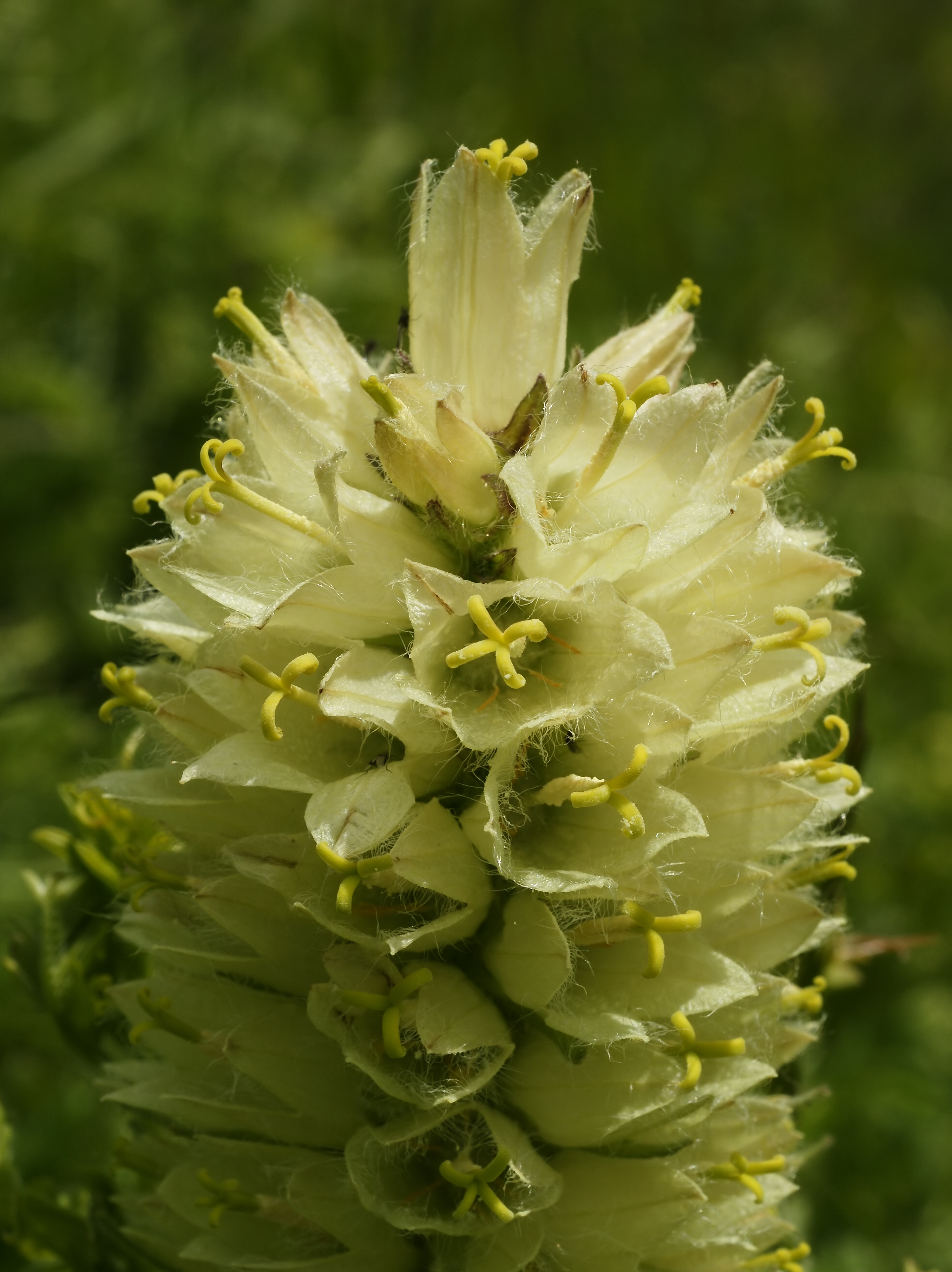
Inflorescence de Campanula thyrsoides

## Description
C'est une plante a une hauteur de 10 à 70 cm aux fleurs jaune pâle en épi dense ou en thyrse. Sa forme et sa couleur inhabituelle chez les campanules ne laisse place à aucune confusion. La tige est simple, épaisse, creuse et dressée. Ses feuilles sont nombreuses, imbriquées, allongées, obtuses et velues.

## Floraison
La floraison est bisannuelle, généralement de juillet à août, mais parfois dès juin.

## Reproduction
Les plants sont hermaphrodites. La pollinisation est entomogame ou autogame. La dissémination des graines est barochore.

## Habitat
Pelouses alpines calcaires à l'étage alpin ou subalpin, généralement de 1500 à 2600 mètres d'altitude, mais parfois dès 1000 mètres. 

## Répartition
On la trouve dans le massif du Jura et dans la chaîne des Alpes et dans les Balkans.

## Statut
En France, cette espèce est protégée en région Franche-Comté (Article 1).